# Гатаулин, Захар Галимович
Захар Галимович Гатаулин (род. 10 января 1965) — советский, российский хоккеист, нападающий. Мастер спорта СССР.

## Биография
Начинал заниматься хоккеем в Новоуральске. На молодёжном уровне играл за свердловсие «Спартаковец», «Автомобилист», СКА.
Выступал за свердловские-екатеринбургские клубы СКА (1982/83 — 1987/88), «Луч» (1988), «Автомобилист» (1988/89 — 1993/94, 1995/96), «Автомобилист-2» (1993/94), СКА-«Автомобилист-2» (1994/95). Играл за «Кедр» Новоуральск (1992/93, 1998/99 — 2001/02), «Усбю» (Швеция, 1994/95), ЦСК ВВС Самара (1996, 1997—1998), «Ладу» Тольятти (матч 6 декабря 1996), «Кедр-2» (2002).
Сотрудник ХК «Автомобилист».